# Stanley Cup

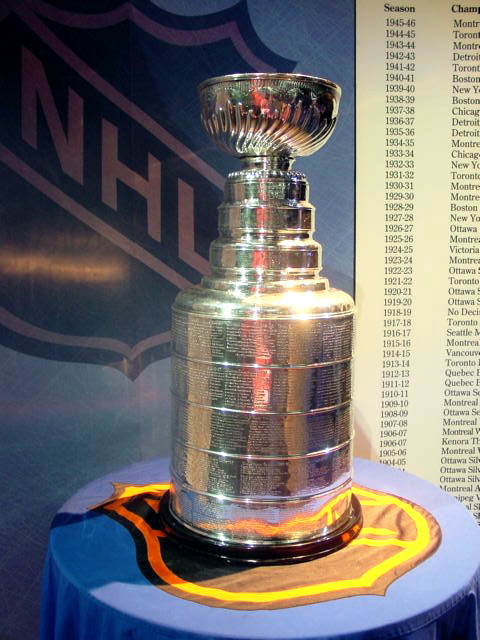
De Stanley Cup

De Stanley Cup, oorspronkelijk de Dominion Hockey Challenge Cup genoemd, wordt elk jaar door de National Hockey League aan de kampioen van de play-offs uitgereikt.
De Stanley Cup, een decoratieve schaal die hij van een Londense zilversmid had gekocht, werd door Frederick Arthur Stanley, de toenmalige Gouverneur-generaal van Canada, in 1892 als trofee beschikbaar gesteld. Oorspronkelijk werd de Cup gegeven aan het beste amateurijshockeyteam van Canada. De houder van de Cup werd uitgedaagd door andere teams en zodoende werd bepaald wie de beste was.
Sinds 1926 wordt de Stanley Cup uitgereikt aan de winnaar van de NHL.
Legendarische Coaches als Dick Irvin (van 1929 t/m 1955 actief bij de Chicago Blackhawks, Toronto Maple Leafs en de Montreal Canadiens), Hector Blake (coach van de Montreal Canadiens van 1955 t/m 1968), Clerence Day (van 1940 t/m 1950 hoofdcoach van de Toronto Maple Leafs, waar hij 5 stanley cups won), Al Arbour (van 1973 t/m 1994 hoofdcoach van de New York Rangers waar hij vele prijzen won), Scotty Bowman (Hoofdcoach van de St. Louis Blues en de Montreal Canadiens in de jaren 1970 en in de jaren 1980 en 1990 coach van de Buffalo Sabres en de Pittsburgh Penguins, hij sloot zijn carrière af in 2002, bij de Detroit Red Wings, hij heeft 9 Stanley cups veroverd) en Punch Imlach (Hoofdcoach van de Toronto Maple Leafs van 1959 t/m 1968 en het seizoen 1980-1981, hij won vier Stanley Cups en verloor er drie).

## Wedstrijdopzet
De play-offs bestaan uit twee delen, een Western Conference en een Eastern Conference deel, in iedere conference zitten acht teams. Deze acht teams worden als volgt berekend: de plaatsen 1 tot en met 3 zijn gereserveerd voor de drie divisiewinnaars en plaats 4-8 voor de niet-divisiewinnaars met de meeste punten.
Ieder conferencedeel bestaat uit drie rondes en elke ronde bestaat uit een best-of-seven serie. In de eerste ronde, de kwartfinale, speelt de nummer een van de conference tegen de nummer acht, nummer twee tegen zeven, drie tegen zes en vier tegen vijf. In de halve finale wordt er opnieuw geplaatst: het hoogst overgebleven team wordt al eerste geplaatst enzovoort. Nummer één speelt dan tegen nummer vier en twee tegen drie. De winnaars van deze serie spelen tegen elkaar in de conference finale. Het team dat deze serie wint, krijgt alvast een prijs (Clarence S. Campbell Bowl voor de Western Conference en de Prince of Wales Trophy voor de Eastern Conference). De winnaars van deze twee prijzen strijden tegen elkaar in de Stanley Cupfinale, ook een best-of-seven.
Het hoogst geplaatste team speelt eerst twee keer thuis en dan twee keer uit. Als de serie dan nog niet beslist is, zal het hoogst geplaatste team eerst thuis spelen, indien noodzakelijk nog een wedstrijd uit en als de serie dan nóg niet beslist is, vindt de beslissing plaats in het stadion van het hoogstgeplaatste team.
Voor de duidelijkheid:
- Eerste ronde = Conference kwartfinale
- Tweede ronde = Conference halve finale
- Derde ronde = Conference finale
- Finale = Stanley Cupfinale

## Uitslagen

### Huidige tijdperk

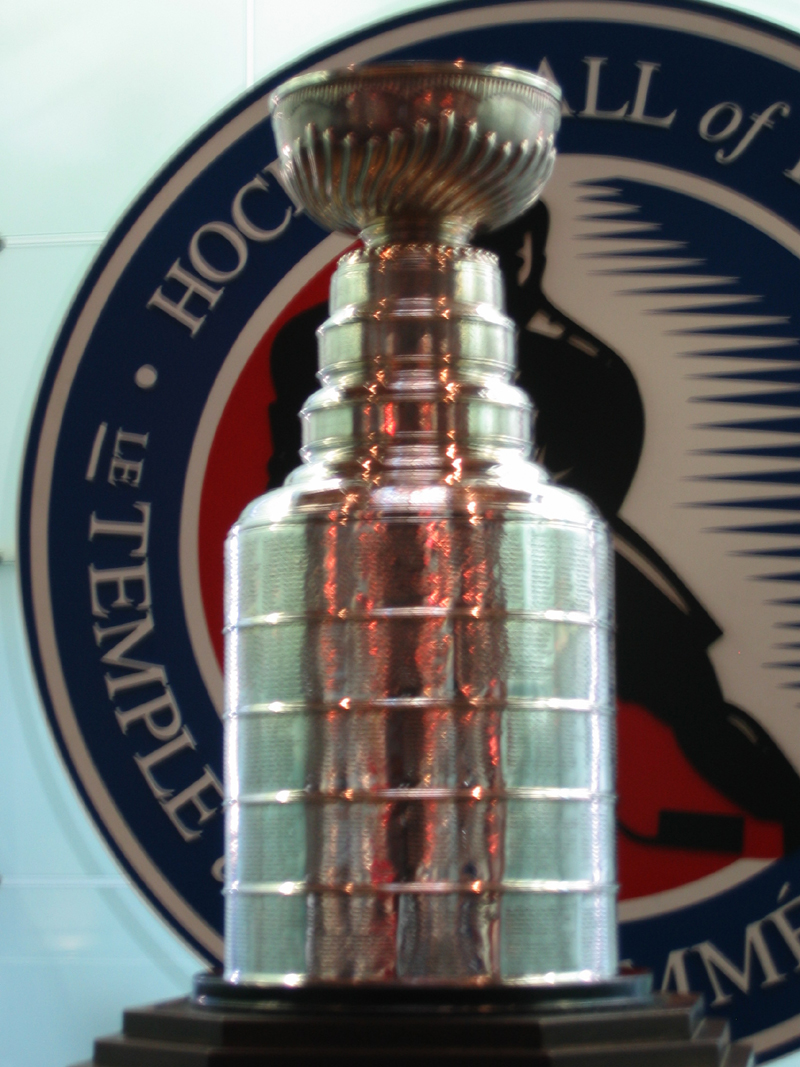
De Stanley Cup

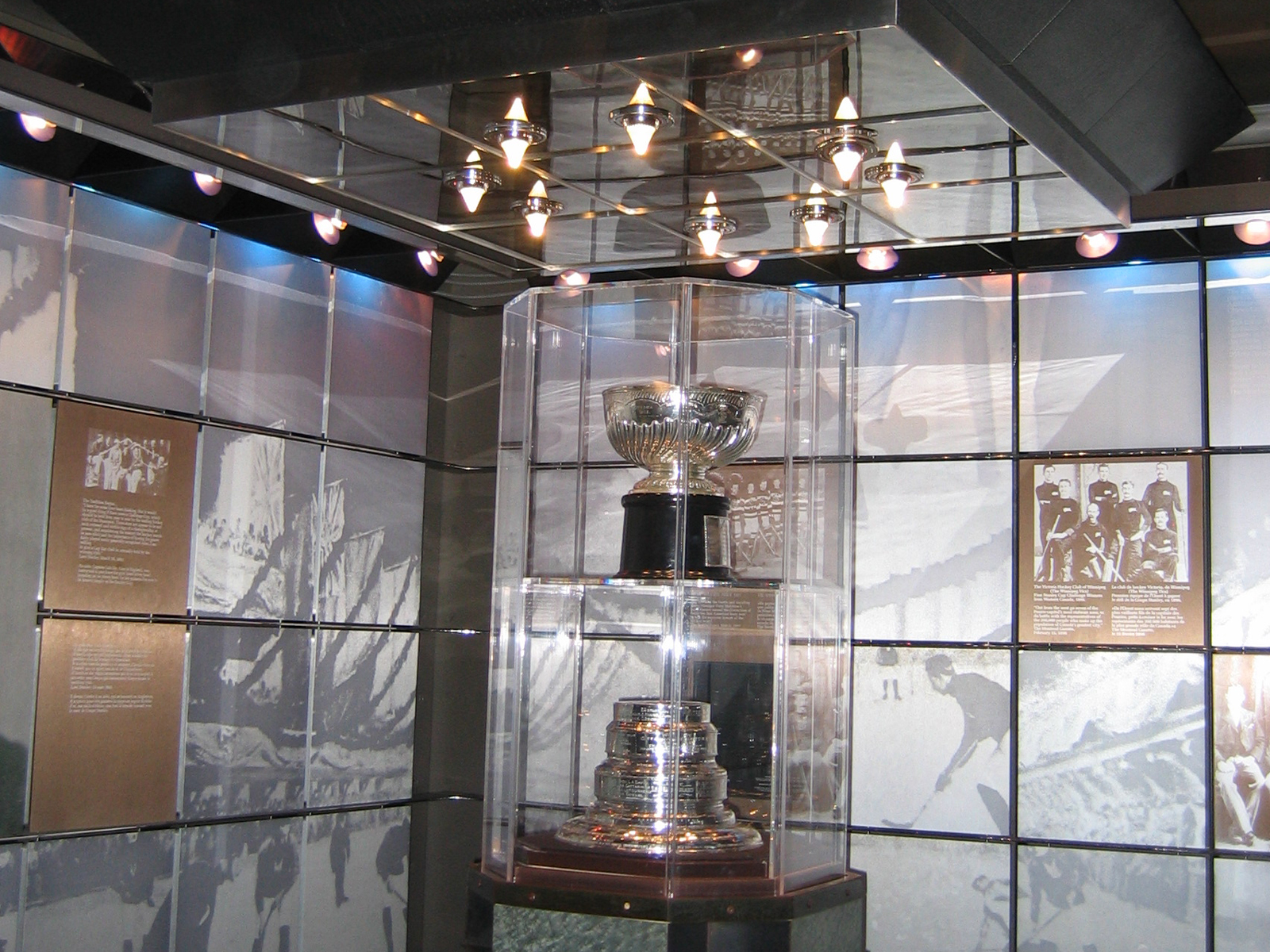
De originele Stanley Cup

| Jaar | Winnaar                      | Finalist                     | Uitslag                      |
| ---- | ---------------------------- | ---------------------------- | ---------------------------- |
| 2025 | Florida Panthers             | Edmonton Oilers              | 4-2                          |
| 2024 | Florida Panthers             | Edmonton Oilers              | 4-3                          |
| 2023 | Vegas Golden Knights         | Florida Panthers             | 4-1                          |
| 2022 | Colorado Avalanche           | Tampa Bay Lightning          | 4-2                          |
| 2021 | Tampa Bay Lightning          | Montreal Canadiens           | 4-1                          |
| 2020 | Tampa Bay Lightning          | Dallas Stars                 | 4-2                          |
| 2019 | St. Louis Blues              | Boston Bruins                | 4-3                          |
| 2018 | Washington Capitals          | Vegas Golden Knights         | 4-1                          |
| 2017 | Pittsburgh Penguins          | Nashville Predators          | 4-2                          |
| 2016 | Pittsburgh Penguins          | San Jose Sharks              | 4-2                          |
| 2015 | Chicago Blackhawks           | Tampa Bay Lightning          | 4-2                          |
| 2014 | Los Angeles Kings            | New York Rangers             | 4-1                          |
| 2013 | Chicago Blackhawks           | Boston Bruins                | 4-2                          |
| 2012 | Los Angeles Kings            | New Jersey Devils            | 4-2                          |
| 2011 | Boston Bruins                | Vancouver Canucks            | 4-3                          |
| 2010 | Chicago Blackhawks           | Philadelphia Flyers          | 4-2                          |
| 2009 | Pittsburgh Penguins          | Detroit Red Wings            | 4-3                          |
| 2008 | Detroit Red Wings            | Pittsburgh Penguins          | 4-2                          |
| 2007 | Anaheim Ducks                | Ottawa Senators              | 4-1                          |
| 2006 | Carolina Hurricanes          | Edmonton Oilers              | 4-3                          |
| 2005 | Geen winnaar door de staking | Geen winnaar door de staking | Geen winnaar door de staking |
| 2004 | Tampa Bay Lightning          | Calgary Flames               | 4-3                          |
| 2003 | New Jersey Devils            | Mighty Ducks of Anaheim      | 4-3                          |
| 2002 | Detroit Red Wings            | Carolina Hurricanes          | 4-1                          |
| 2001 | Colorado Avalanche           | New Jersey Devils            | 4-3                          |
| 2000 | New Jersey Devils            | Dallas Stars                 | 4-2                          |
| 1999 | Dallas Stars                 | Buffalo Sabres               | 4-2                          |
| 1998 | Detroit Red Wings            | Washington Capitals          | 4-0                          |
| 1997 | Detroit Red Wings            | Philadelphia Flyers          | 4-0                          |
| 1996 | Colorado Avalanche           | Florida Panthers             | 4-0                          |
| 1995 | New Jersey Devils            | Detroit Red Wings            | 4-0                          |
| 1994 | New York Rangers             | Vancouver Canucks            | 4-3                          |
| 1993 | Montreal Canadiens           | Los Angeles Kings            | 4-1                          |
| 1992 | Pittsburgh Penguins          | Chicago Blackhawks           | 4-0                          |
| 1991 | Pittsburgh Penguins          | Minnesota North Stars        | 4-2                          |
| 1990 | Edmonton Oilers              | Boston Bruins                | 4-1                          |
| 1989 | Calgary Flames               | Montreal Canadiens           | 4-2                          |
| 1988 | Edmonton Oilers              | Boston Bruins                | 4-0                          |
|      |                              |                              |                              |
| 1987 | Edmonton Oilers              | Philadelphia Flyers          | 4-3                          |
| 1986 | Montreal Canadiens           | Calgary Flames               | 4-1                          |
| 1985 | Edmonton Oilers              | Philadelphia Flyers          | 4-1                          |
| 1984 | Edmonton Oilers              | New York Islanders           | 4-1                          |
| 1983 | New York Islanders           | Edmonton Oilers              | 4-0                          |
| 1982 | New York Islanders           | Vancouver Canucks            | 4-0                          |
| 1981 | New York Islanders           | Minnesota North Stars        | 4-1                          |
| 1980 | New York Islanders           | Philadelphia Flyers          | 4-2                          |
| 1979 | Montreal Canadiens           | New York Rangers             | 4-1                          |
| 1978 | Montreal Canadiens           | Boston Bruins                | 4-2                          |
| 1977 | Montreal Canadiens           | Boston Bruins                | 4-0                          |
| 1976 | Montreal Canadiens           | Philadelphia Flyers          | 4-0                          |
| 1975 | Philadelphia Flyers          | Buffalo Sabres               | 4-2                          |
| 1974 | Philadelphia Flyers          | Boston Bruins                | 4-2                          |
| 1973 | Montreal Canadiens           | Chicago Blackhawks           | 4-2                          |
| 1972 | Boston Bruins                | New York Rangers             | 4-2                          |
| 1971 | Montreal Canadiens           | Chicago Blackhawks           | 4-3                          |
| 1970 | Boston Bruins                | St. Louis Blues              | 4-0                          |
| 1969 | Montreal Canadiens           | St. Louis Blues              | 4-0                          |
| 1968 | Montreal Canadiens           | St. Louis Blues              | 4-0                          |
| 1967 | Toronto Maple Leafs          | Montreal Canadiens           | 4-2                          |

### Original Sixtijdperk
| Jaar | Winnaar             | Finalist            | Uitslag |
| ---- | ------------------- | ------------------- | ------- |
| 1966 | Montreal Canadiens  | Detroit Red Wings   | 4-0     |
| 1965 | Montreal Canadiens  | Chicago Blackhawks  | 4-3     |
| 1964 | Toronto Maple Leafs | Detroit Red Wings   | 4-3     |
| 1963 | Toronto Maple Leafs | Detroit Red Wings   | 4-1     |
| 1962 | Toronto Maple Leafs | Chicago Blackhawks  | 4-2     |
| 1961 | Chicago Blackhawks  | Detroit Red Wings   | 4-2     |
| 1960 | Montreal Canadiens  | Toronto Maple Leafs | 4-0     |
| 1959 | Montreal Canadiens  | Toronto Maple Leafs | 4-1     |
| 1958 | Montreal Canadiens  | Boston Bruins       | 4-2     |
| 1957 | Montreal Canadiens  | Boston Bruins       | 4-1     |
| 1956 | Montreal Canadiens  | Detroit Red Wings   | 4-1     |
| 1955 | Detroit Red Wings   | Montreal Canadiens  | 4-3     |
| 1954 | Detroit Red Wings   | Montreal Canadiens  | 4-3     |
| 1953 | Montreal Canadiens  | Boston Bruins       | 4-1     |
| 1952 | Detroit Red Wings   | Montreal Canadiens  | 4-0     |
| 1951 | Toronto Maple Leafs | Montreal Canadiens  | 4-1     |
| 1950 | Detroit Red Wings   | New York Rangers    | 4-3     |
| 1949 | Toronto Maple Leafs | Detroit Red Wings   | 4-0     |
| 1948 | Toronto Maple Leafs | Detroit Red Wings   | 4-0     |
| 1947 | Toronto Maple Leafs | Montreal Canadiens  | 4-2     |
| 1946 | Montreal Canadiens  | Boston Bruins       | 4-1     |
| 1945 | Toronto Maple Leafs | Detroit Red Wings   | 4-3     |
| 1944 | Montreal Canadiens  | Chicago Blackhawks  | 4-0     |
| 1943 | Detroit Red Wings   | Boston Bruins       | 4-0     |
| 1942 | Toronto Maple Leafs | Detroit Red Wings   | 4-3     |
| 1941 | Boston Bruins       | Detroit Red Wings   | 4-0     |
| 1940 | New York Rangers    | Toronto Maple Leafs | 4-2     |
| 1939 | Boston Bruins       | Toronto Maple Leafs | 4-1     |
| 1938 | Chicago Blackhawks  | Toronto Maple Leafs | 3-1     |
| 1937 | Detroit Red Wings   | New York Rangers    | 3-2     |
| 1936 | Detroit Red Wings   | Toronto Maple Leafs | 3-1     |
| 1935 | Montreal Maroons    | Toronto Maple Leafs | 3-0     |
| 1934 | Chicago Blackhawks  | Detroit Red Wings   | 3-1     |
| 1933 | New York Rangers    | Toronto Maple Leafs | 3-1     |
| 1932 | Toronto Maple Leafs | New York Rangers    | 3-0     |
| 1931 | Montreal Canadiens  | Chicago Blackhawks  | 3-2     |
| 1930 | Montreal Canadiens  | Boston Bruins       | 2-0     |
| 1929 | Boston Bruins       | New York Rangers    | 2-0     |
| 1928 | New York Rangers    | Montreal Maroons    | 3-2     |
| 1927 | Ottawa Senators     | Boston Bruins       | 2-0     |

## Aantal Stanley Cup's
- Montreal Canadiens 22x (1930, 1931, 1944, 1946, 1953, 1956, 1957, 1958, 1959, 1960, 1965, 1966, 1968, 1969, 1971, 1973, 1976, 1977, 1978, 1979, 1986, 1993)
- Toronto Maple Leafs 11x (1932, 1942, 1945, 1947, 1948, 1949, 1951, 1962, 1963, 1964, 1967)
- Detroit Red Wings 11x (1936, 1937, 1943, 1950, 1952, 1954, 1955, 1997, 1998, 2002, 2008)
- Boston Bruins 6x (1929, 1939, 1941, 1970, 1972, 2011)
- Chicago Blackhawks 6x (1934, 1938, 1961, 2010, 2013, 2015)
- Edmonton Oilers 5x (1984, 1985, 1987, 1988, 1990)
- Pittsburgh Penguins 5x (1991, 1992, 2009, 2016, 2017)
- New York Islanders 4x (1980, 1981, 1982, 1983)
- New York Rangers 4x (1928, 1933, 1940, 1994)
- Colorado Avalanche 3x (1996, 2001, 2022)
- New Jersey Devils 3x (1995, 2000, 2003)
- Tampa Bay Lightning 3x (2004, 2020, 2021)
- Philadelphia Flyers 2x (1974, 1975)
- Los Angeles Kings 2x (2012, 2014)
- Ottawa Senators 1x (1927)
- Montreal Maroons 1x (1935)
- Calgary Flames 1x (1989)
- Dallas Stars 1x (1999)
- Carolina Hurricanes 1x (2006)
- Anaheim Ducks 1x (2007)
- Washington Capitals 1x (2018)
- St. Louis Blues 1x (2019)
- Vegas Golden Knights 1x (2023)
- Florida Panthers 1x (2024)

## Records
- Speler met de meeste Stanley Cup's: Henri Richard 11x Montreal Canadiens (1956, 1957, 1958, 1959, 1960, 1965, 1966, 1968, 1969, 1971, 1973)

- Coach met de meeste Stanley Cup's: Scotty Bowman 14x Montreal Canadiens (1973, 1976, 1977, 1978,1979), Pittsburgh Penguins (1991, 1992), Detroit Red Wings (1997, 1998, 2002, 2008), Chicago Blackhawks (2010, 2013, 2015)

## Trivia
- Het is traditie dat als een team de Stanley Cup wint, de aanvoerder van het winnende team als eerste een rondje maakt terwijl hij de cup boven zijn hoofd houdt. De enige uitzondering hierop was in het seizoen 2000-2001, toen de Colorado Avalanche de Stanley Cup wonnen. Aanvoerder Joe Sakic gaf hoogst opmerkelijk de cup door aan zijn teamgenoot Ray Bourque, die daarvoor geruild was met de Boston Bruins. Bourque had een berucht record op zijn naam staan: hij was de speler die het meeste aantal wedstrijden gespeeld had zonder een Stanley Cup te winnen.
- De Los Angeles Kings was het eerste team dat als achtste geplaatst was in een conference en de Cup won. Dit gebeurde tijdens het seizoen 2011-2012, toen ze wonnen in de finale van de New Jersey Devils.
- De Stanley Cup is meerdere keren door (waarschijnlijk dronken) winnaars getest op zijn drijfkracht in voornamelijk zwembaden. Aangezien de beker niet dreef, krijgt hij tegenwoordig een reddingsvest om als hij het water op gaat. In 1997 gooiden de leden van de band Pantera bij wijze van test de cup vanaf een dak in een zwembad. De cup miste het zwembad, waardoor er een barst in de beker kwam. De beker moest toen door de smeden van de NHL hersteld worden.
- De Stanley Cup is een vaste gast in het Witte Huis, vader en zoon Bush en Bill Clinton hebben de beker op visite gehad.
- Tevens is de Stanley Cup gebruikt als doopvont en als een plantenbak voor de pelargoniums.
- Toen het stadion van de New York Rangers, Madison Square Garden, in 1940 was afbetaald, gebruikte het team de Stanley Cup om de rekeningen in te verbranden. Volgens populair geloof had dit de hockeygoden ontstemd, wat leidde tot de vloek van 1940 (ook bekend als Dutton's Curse) waardoor de Rangers 50 jaar moesten wachten tot hun volgende Stanley Cup (in 1994)
- De titel van aflevering 1014 (#153) - Stanley's Cup van de animatieserie South Park is op de Stanley Cup gebaseerd. Ook deze aflevering gaat over ijshockey.
- In de aflevering Duck and Cover van de Amerikaanse advocatenserie Boston Legal heeft Denny Crane (William Shatner) de cup geleend via een kennis, hij probeert zijn naam erin te graveren. Op het einde van de aflevering drinken hij en zijn beste vriend, Alan Shore, Whiskey uit de beker, waarna de twee hem per ongeluk van de wolkenkrabber 500 Boylston Street laten vallen.

Eastern Conference
Western Conference
Stanley Cup · Clarence S. Campbell Bowl · Prince of Wales Trophy · Presidents' Trophy · Hart Memorial Trophy · Lester B. Pearson Award · Conn Smythe Trophy · Art Ross Memorial Trophy · Maurice Richard Trophy · Calder Memorial Trophy · James Norris Memorial Trophy · Frank J. Selke Trophy · NHL plus/minus Award · Bill Masterton Memorial Trophy · Lady Byng Memorial Trophy · King Clancy Memorial Trophy · Mark Messier Leadership Award · Vezina Trophy · Roger Crozier Saving Grace Award · William M. Jennings Trophy · Jack Adams Award · Lester Patrick Trophy